# Moorhusen (Forlitz-Blaukirchen)
Moorhusen ist ein Dorf in Ostfriesland. Politisch gehört es seit der Gemeindegebietsreform vom 1. Juli 1972 zum Ortsteil Forlitz-Blaukirchen, Ortsteil der Gemeinde Südbrookmerland. Das Dorf, das 1848 84 Einwohner hatte, die sich auf 11 Wohnungen verteilten, wurde erstmals 1461 als Moerhuser hammerke erwähnt. Aus dem Jahr 1476 ist die Bezeichnung to Moerhusen überliefert. Die heutige Bezeichnung ist seit 1871 geläufig. Das Dorf ist nicht mit dem gleichnamigen Ortsteil Südbrookmerlands Moorhusen zu verwechseln.